# Conrad L. Hall
Pour les articles homonymes, voir Hall.
Conrad L. Hall (21 juin 1926 à Papeete, Tahiti, Polynésie française - 4 janvier 2003 à Santa Monica, Californie) est un directeur de la photographie. Il gagna trois Oscars durant sa carrière : Butch Cassidy et le Kid en 1969, American Beauty en 1999, Les Sentiers de la perdition en 2002. Les trente ans entre ses deux premiers Oscars sont un record pour ce prix.

## Biographie
Hall est le fils de l'écrivain James Norman Hall et Sarah (Lala) Winchester Hall. Il fréquente une école de cinéma (USC School of Cinematic Arts) pour apprendre son futur métier, d'où il sort diplômé en 1949. Il a travaillé sur des documentaires, à la télévision (Au-delà du réel) et les petits films (dont le film Incubus), et comme opérateur de caméra de studio avant de passer à la photographie dans les grands films de studio au milieu des années 1960.
Il a été nommé pour Morituri (1965), Les Professionnels (1966), De sang-froid (1967), Le Jour du fléau (1975), Tequila Sunrise (1988), À la recherche de Bobby Fischer (1993) et Préjudice (1998).
Conrad L. Hall est décédé en 2003 en raison de complications d'un cancer de la vessie. Son Oscar pour Les Sentiers de la perdition, qui est consacré à Hall, a titre posthume et a été accepté par son fils, Conrad W. Hall, qui est aussi un directeur de la photographie.
Il a été et est toujours affectueusement appelé « Connie » par ses pairs et collaborateurs.

## Filmographie
- 1958 : Edge of Fury
- 1960 : Islands of the Sea
- 1965 : Wild Seed
- 1965 : Morituri
- 1966 : Détective privé
- 1966 : Incubus
- 1966 : Les Professionnels
- 1967 : Divorce à l'américaine (Divorce American Style) d
- 1967 : De sang-froid
- 1968 : Rogues' Gallery
- 1968 : Duel dans le Pacifique
- 1969 : Butch Cassidy et le Kid
- 1969 : Willie Boy
- 1969 : Trilogy
- 1969 : The Happy Ending
- 1972 : La Dernière Chance (Fat City)
- 1973 : Electra Glide in Blue
- 1974 : Catch My Soul
- 1975 : Le Jour du fléau
- 1975 : Smile
- 1976 : Marathon Man
- 1987 : La Veuve noire (Black Widow)
- 1988 : Tequila Sunrise
- 1991 : Affaire non classée
- 1992 : Jennifer 8
- 1993 : À la recherche de Bobby Fischer
- 1994 : Rendez-vous avec le destin
- 1998 : Without Limits
- 1998 : Préjudice
- 1999 : American Beauty
- 2002 : Les Sentiers de la perdition
- 2003 : Declaration of Independence